# Alfa Romeo Twin Cam (двигатель)
Alfa Romeo Twin Cam — легкосплавные четырёхцилиндровые двигатели, производившиеся итальянской компанией Alfa Romeo в 1954—1994 годах. Для двигателей характерно наличие двух распредвалов, как исторически одной из особенностей двигателей Alfa Romeo. Позднее 8-ми и 16-и клапанные двигатели Twin Spark также были оборудованы двумя свечами зажигания на цилиндр.

## История
Стоит отметить то, что первые DOHC двигатели устанавливались на автомобили Alfa Romeo ещё с начала 1910-х годов, начиная с Alfa Romeo Grand Prix. DOHC двигатели стали особенностью компании и их качественных двигателей.
Что касается Двигателя Alfa Romeo Twin Cam, то он был представлен в 1954 году на Alfa Romeo Giulietta объёмом 1290 куб.см. Особенностью этого двигателя на Giulietta были:
- Алюминиевый легкосплавный блок цилиндров с чугунными гильзами;
- Алюминиевая головка блока цилиндров со сферичными камерами сгорания;
- Стальной коленчатый вал;
- Два распредвала в головке цилиндра;
- Два клапана на цилиндр с расположенной по центру свечей зажигания;
- Впускной и выпускной клапаны установлен под углом 80 градусов друг к другу;
- Крупный, плоский, безрёберный масляный поддон, кроме того форма поддона изменялась в зависимости от привода.

Всё это позволило двигателю Alfa Romeo Twin Cam стать одним из самых продвинутых двигателей на автомобилях в середине 1950-х годов. Данные особенности устройства двигателя стали основной для всех версий этого двигателя в будущем. Объём был увеличен до 1570 см³ с выходом в свет Alfa Romeo Giulia в 1962 году. Гоночная версия двигателя Giulia включала в себя с улучшенной головкой блока цилиндров, используемой на Alfa Romeo GTA с двумя свечами зажигания на цилиндр.
Двигатель Twin Cam был в дальнейшем увеличен до 1779 см³ для 1750 GTV и Berlina в 1968 году. А двигатели объёмом 1962 см³ был представлен в 1971 году на 2000 GTV и Berlina 2000. Версии с двумя свечами на цилиндр использовались на 1750 и 2000 для гонок, где было установлено ограничение на двигатели с 16-и клапанными головками блока цилиндров.
В 1986 году, двигатель объёмом 1779 см³ с турбонаддувом и с одной свечой на цилиндр был установлен на Alfa Romeo 75. Мотор выдавал мощность в 155 л. с. (114 кВт) в стандартном варианте. И имел возможность увеличения мощности до 300 л. с. (220 кВт) для Группы A Туринговых автомобильных гонках.
В 1987 году Alfa Romeo 75 получили головку блока цилиндров с двумя свечами зажигания на цилиндр, которая обеспечивала улучшенный поджиг топлива и это позволило улучшить форму камеры сжигания посредством уменьшения углов между впускным и выпускным клапаном. Все эти нововведения, включая изменяемые фазы газораспределения и инжекторную систему подачи топлива, давали мощность в 148 л. с. (109 кВт).
Последние примеры данных двигателей были в 1994 году объёмом 1750 куб.см, 1770 см³ и 1995 см³ на 8-и клапанных Twin Spark двигателях, устанавливаемых на 155 и 164. После версий 1994 года, все эти модели двигателей были заменены на 16-и клапанные Twin Spark, разработанные на базе фиатовского мотора с чугунным блоком и ременным приводом ГРМ.
Производство двигателей Alfa Romeo Twin Cam закончилось в 1994 году, когда на смену им пришли новые 16-и клапанные Twin Spark двигатели.

## Применение
- Alfa Romeo Romeo
- Alfa Romeo Disco Volante
- Alfa Romeo Giulietta
- Alfa Romeo Giulia
- Alfa Romeo Spider
- Alfa Romeo GTA
- Alfa Romeo TZ

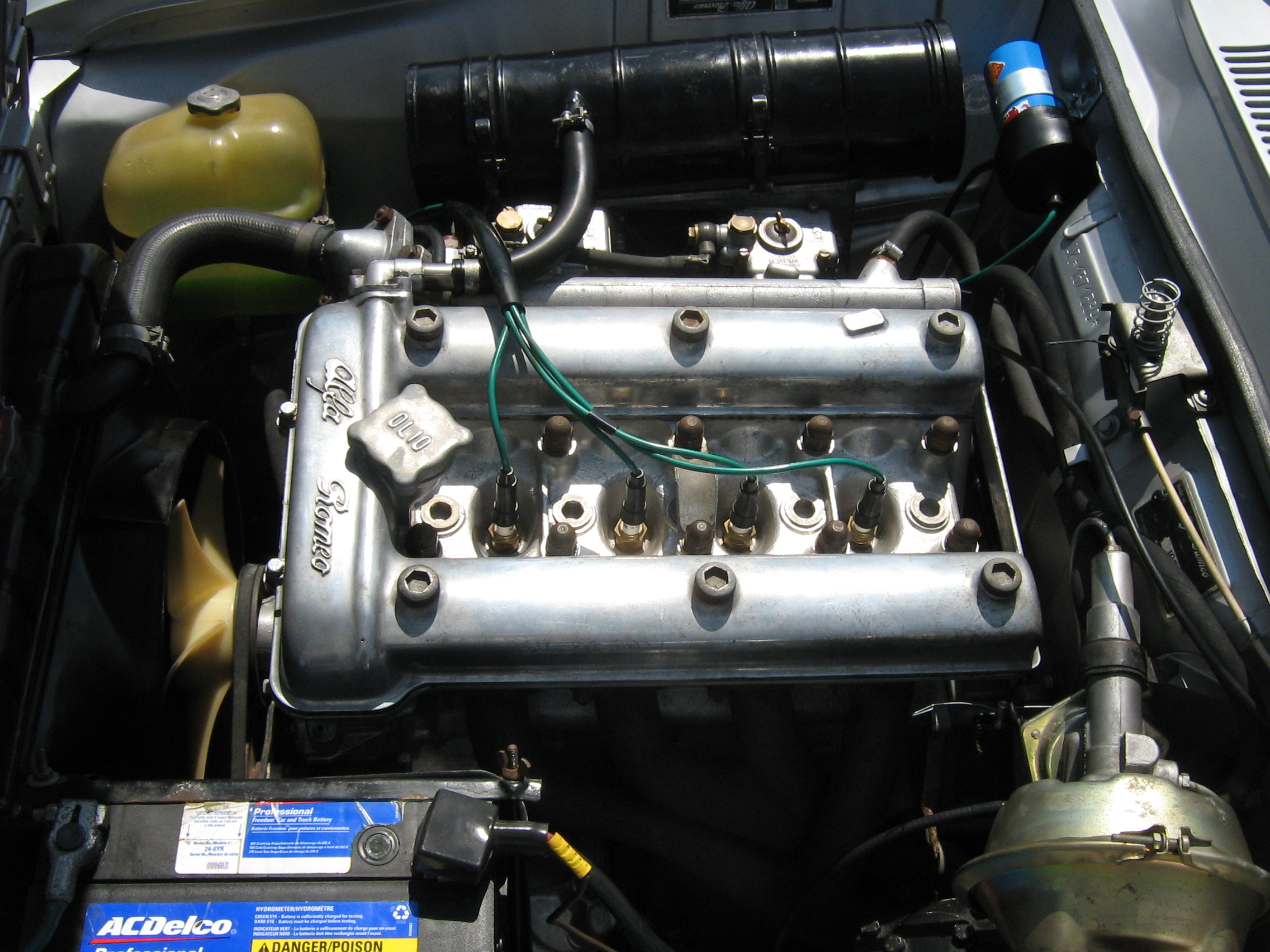
Двигатель Alfa Romeo 1750 GTV

- Alfa Romeo Gran Sport Quattroruote
- Alfa Romeo Giulietta (1977)
- Alfa Romeo 75
- Alfa Romeo 1750
- Alfa Romeo 2000
- Alfa Romeo Alfetta
- Alfa Romeo 90
- Alfa Romeo 164 (на ранних 8кл. T/spark с модицифированным блоком цилиндров)
- Alfa Romeo 155 (на ранних 8кл. T/spark с модицифированным блоком цилиндров)